# Barletta
Barletta este o comună din provincia Barletta-Andria-Trani, regiunea Apulia, Italia, cu o populație de 92.546 de locuitori (2022) și o suprafață de 149,35 km².

## Demografie
Barletta - evoluția demografică

|  | Graficele sunt indisponibile din cauza unor probleme tehnice. Mai multe informații se găsesc la Phabricator și la wiki-ul MediaWiki. |

Date: Recensăminte sau birourile de statistică - grafică realizată de Wikipedia